# 倉本夏希
倉本 夏希（くらもと なつき）は、日本の女優である。
福岡県出身。東宝芸能エンターテイメント事業部所属、ダンサーとして活動後、女優・モデルに転身。趣味はカフェ巡り、旅行、ヨガ。特技はジャズダンス、ジャグリング。
実年齢にとらわれることなく幅広い年齢の役柄が演じられるようにとの考えから、年齢は非公表としている。

## 略歴
- 2007年8月15日 Amebaブログで、倉本夏希オフィシャルブログ「夏希のへっちゃらっちゃ!!」開始。
- 2007年9月7日 倉本夏希オフィシャルサイト「夏希POWER★」オープン。（現在は閉鎖）
- 2008年10月 事務所移籍に伴い、ブログも移転。同じAmebaブログにて「倉本夏希オフィシャルブログ」[1]開始。
- 2018年1月 「KURAMOTO NATSUKI official web site」[2]開設
- 2020年12月 リンパケアセラピスト資格所得[3]

## 出演

### 舞台・ミュージカル
- DOG'S　作 浅野泰徳/演出 宇治川まさなり（2009年2月、笹塚ファクトリー）キャンディ役
- 二丁目のグッドバイ　作 平田侑也/演出 毛利亘宏（2010年5月、中野ザ・ポケット）純子役
- 飛行機雲2010 流れる雲よ　脚本 草部文子/演出 伊勢直弘（2010年9月、全労済ホール スペース・ゼロ）ヒロイン:井出智恵子役
- 俺は君の為にこそ死ににいく　原作 石原慎太郎/演出 野伏翔（2011年4月、紀伊国屋ホール）鳥濱美阿子役
- 新耳袋2〜幽霊夜想曲〜　原作 木原弘勝・中山市朗/作・演出 まつだ壱代（2011年11月、中目黒キンケロシアター）村上里美役
- HOLSTEIN KILLER NEVER DIE‼︎　作・演出 有馬顕（2012年1月、中野ザ・ポケット）栗山薫役
- ヒトリボッチ　脚本 楽静/演出 宇治川まさなり（2013年9月、高田馬場ラビネスト）主演:オオノユウコ役
- 音楽劇くるみ割り人形　台本 寺山修司/演出 宇治川まさなり（2013年12月、六行会ホール）ネズミ四男役
- 聖澤女学院物語ラストディーバ　脚本 米山和仁/演出 宇治川まさなり（2013年4月、六行会ホール）小西深雪役
- 透明少女　作・演出 まつだ壱代（2013年6月、新宿村LIVE）内田篤子役
- 徒然なるままに　脚本 芳賀隆幸/演出 栗栖裕之（2013年8月、TRANCE MISSION）ヒロイン:浦野加世
- Jump〜ドブの中の水〜　脚本 笠原哲平/演出 ゴトウミキオ（2013年8月、中野ザ・ポケット）ヒロイン:八木ユマ
- キミに逢いたくて　脚本 泉笑花/演出 まつだ壱代・高島紀彦（2013年10月、新宿村LIVE）お嬢様役
- あ、流れ星　作 椿新之助/演出 雨海智和（2013年12月、上野ストアハウス）ヒロイン:桜井風花
- WITH〜ザ・ワールド・イズ・ワン〜　作・演出 村山歩（2015年2月、高田馬場ラビネスト）フェイ役
- 素晴ラシキ世界ノ片隅デ　脚本 まつだ壱代/演出 西秋元喜（2015年3月、笹塚ファクトリー）カナコ役
- RED×BLACK　作・演出 村山歩（2015年5月、TACCS1179）ヒロイン:希湖
- BUZZ WORD　作・演出 村山歩（2015年12月、TACCS1179）メアリーブレア役
- ROCK ON‼︎　作・演出 村山歩（2016年8月、TACCS1179）ヒロイン:桐原彩羽役
- お祭りGENKI　作・演出 西秋元喜（2016年9月、笹塚ファクトリー）倉木、マロン役
- レンタル彼女　作・演出 菅野臣太朗（2016年11月、笹塚ファクトリー）富岡よしの役
- Over Smile　作・演出 久保田唱（2016年2月、新宿村LIVE）ミズーリ役
- 拡がる世界の片隅で　作・演出 高島紀彦（2016年5-6月<東京>座高円寺<金沢>金沢21世紀美術館シアター21）室井綾子役
- ROCK ON-second-　作・演出 村山歩（2016年8月、萬劇場）ヒロイン:桐原彩羽役
- 島へ。　作・演出 菅野臣太朗（2016年9月、シアターグリーンBOXinBOX THEATER）魚のお面を被った女役
- 偽りのパラドックス　作・演出 高島紀彦（2016年12月、シアターパビロンの流れのほとりにて）ヒロイン:水谷空美
- TERMINAL　脚本 久保田唱/演出 加藤広大（2017年1月、新宿村LIVE）ラケル役
- 人魚姫　台本 寺山修司/演出 宇治川まさなり（2017年2月、新宿シアターモリエール）ジークフリート役
- ファントム・チューニング　脚本 高島紀彦・松多壱岱/演出 高島紀彦（2017年8月、新宿村LIVE）俵雅子役
- それいけ！半熟英雄！　脚本・演出 高島紀彦（2017年12月、ザムザ阿佐ヶ谷）月宮満子役
- ひとり芝居「シャトー・エテ・レアのフルコース」脚本・演出 高島紀彦（2018年2月、渋谷宮益坂十間Aスタジオ）主宰・主演
- ひとり芝居「きみと出会う月」脚本・演出 高島紀彦（2019年8月、ハーフムーンホール下北沢）主宰・主演
- かいけつゾロリとなぞのスパイ・ローズ   原作：原ゆたか「かいけつゾロリなぞのスパイとチョコレート」「かいけつゾロリなぞのスパイと100本のバラ」（ポプラ社刊） 脚色・演出：西秋元喜（2020年12月～）なぞのスパイ・ローズ役
  - 2020年12月20日、東京公演・かつしかシンフォニーヒルズ
  - 2020年12月26日、大阪公演・貝塚市民文化センター(コスモスシアター)
  - 2020年12月27日、福井公演・敦賀市民文化センター

### CM
- Iwatani「富士の湧水」（2010年）
- 日本クラフトフーズ「Recaldent」（2010年）
- 資生堂「ザーコラーゲン」（2010年）
- BANDAI「光る2TOPパジャマ」（2014年）
- SBI証券「iDeCo ２つの未来編」（2018年）
- 明治安田生命 マイライフプランアドバイザー「私にも出来るかも/家族と仕事とわたし自身」メイン（2018年）
- 中部電力 「暮らしレボリューション/オール電化」（2018年）
- セブン＆アイホールディングス、イトーヨーカドー「Chef's RECIPE」メイン（2018年）
- ティップネス「トルチャ」メインヨガ女性役(2020年)

### モデル
- 東京ドームホテル ブライダルモデル（2010-2013年）メイン
- クラフト株式会社 さくら薬局（2017年）イメージモデル
- 伊東園ホテルズ「伊東・箱根湯本・湯河原の旅」（2018年）モデル兼リポーター
- AZDEN "SMX-30V"プロモーション動画（2020年）
- グローバルエームズ「エピレスト」(2019-2021)イメージモデル

### 書籍・雑誌
- 女性モード誌 「HAIR MODE」
- 玄光社
  - VIDEO SALON
  - フォトテクニックデジタル
  - MOOK「EDIUS Pro８」（2016年7月30日発売）
  - MOOK「ムービーのためのレンズ選びGUIDE BOOK」（2019年5月27日発売）
  - MOOK「動画でわかるカット割りの教科書」(2020年7月20日発売)

- 学研ホールディングス「可愛い顔は自力で作る」（2019年10月17日発売）

### テレビ
- つながるセブン（2010年10月、ジュピターテレコム）お天気お姉さん
- シャキーン！推理小説おくゆかさん(2019年12月、NHK Eテレ)映画のヒロイン役
- スッキリ お願いビューティーチャー(2019年5月-6月、日本テレビ)ファッションバトルコーデモデル
- THE突破ファイル 空港税関&突破交番SP再現ドラマ（2020年12月、日本テレビ）人質役
- 世界の何だコレ！？ミステリー SP再現ドラマ（2021年1月、フジテレビ）舞台女優役

### イベント
- 東京ディズニーランド パレードダンサー
- 日本プロバスケットボールリーグ 東京アパッチ チアガール
- 倉本夏希プロデュース☆ファンの集い 夏希を知りたい!知らせたい! vol.1（2007年12月7日・8日、Cafeルグラン（小田急線「向ヶ丘遊園駅」徒歩5分）
- PEANUTS CHRISTMAS SHOW メリークリスマス・チャーリーブラウン（2007年12月16日、クイーンズスクエア横浜 クイーンズサークル）司会、歌、ダンス
- 読売ジャイアンツ スペシャルイベント キティ&ばつ丸と遊ぼう!!（2008年4月6日 - 9月21日、東京ドーム 野外特設ステージ）司会
- 全国美容週間2008 神奈川美容週間主催 HAIR SHOW（2008年9月23日 10時 - 20時、クイーンズスクエア横浜 クイーンズサークル）司会
- JAPAN ART COLLECTION（2009年9月19日、六本木FORUM）ダンサー

### ライブ
- MXTV Live（2007年12月24日、渋谷 LIVE HOUSE KABUTO）
- 倉本夏希のBirthdayパーティー（2008年2月27日、Cafeルグラン）
- VOAT Live（2008年3月2日、渋谷 GUILTY LIVE STAGE）
- 第1回倉本夏希チャリティコンサート（2008年3月28日、Cafeルグラン）ゲスト：Spin Mouse
- 神奈川県川崎市多摩区登戸東通り商店街 チャリティーイベント&ナイトバザール（2008年4月19日）ライブ
- 第2回倉本夏希チャリティーコンサート（2008年5月1日、Cafeルグラン）ゲスト 藤井かおり、HIROKI、若林宏治
- 第3回倉本夏希チャリティーコンサート（2008年6月1日、Cafeルグラン）ゲスト 藤井かおり、HIROKI、若林宏治
- 「花ハウス」歌の集い（2008年6月10日、老人養護施設「花ハウス」）倉本夏希コンサート
- 第4回倉本夏希チャリティーコンサート（2008年7月1日、Cafeルグラン）ゲスト 濱田美愛、立枕夕佳、くるみやゆか
- 第5回倉本夏希チャリティーコンサート（2008年8月1日、Cafeルグラン）ゲスト 石川真理子、HIROKI、若林宏治
- アサヒ・アート・フェスティバル2008（2008年9月20日・21日・22日・27日・28日、神奈川川崎市多摩区登戸駅、向ヶ丘遊園駅周辺）
- 倉本夏希ワンマンライブ「SHINE WAY」（2008年11月30日、高円寺STUDIO K）
- 倉本夏希「LIVE＆トークショー」（2008年12月30日、Cafe＆Partyルグラン）
- Fairy Island（2009年3月18日、四谷Live inn Magic）
- Fairy Island（2009年4月8日、四谷Live inn Magic）
- Fairy Island（2009年5月3日、四谷Live inn Magic）
- MKD session（2009年5月11日、銀座TACT）
- 赤坂melody（2009年5月22日、赤坂MOVE）
- 赤坂melody（2009年6月12日、赤坂MOVE）
- 赤坂melody（2009年6月19日、赤坂MOVE）
- 赤坂melody（2009年6月26日、赤坂MOVE）
- Fairy Island（2009年7月8日、四谷Live inn Magic）
- Branch Communications（2009年7月26日、渋谷axxcis）
- 赤坂melody（2009年7月30日、赤坂MOVE）
- LUXURY ファッションショーライブ（2009年8月2日、渋谷TRUMP ROOM）
- Fairy Island（2009年８月8日、四谷Live inn Magic）
- Fairy Island（2009年8月12日、四谷Live inn Magic）
- Fairy Island（2009年8月19日、四谷Live inn Magic）
- 24時間テレビ「愛は地球を救う」チャリティライブ（2009年8月30日、31日、大阪南港ATC）
- Fairy Island（2009年9月15日、四谷Live inn Magic）
- Fairy Island（2009年9月20日、四谷Live inn Magic）
- Girl's session Live（2009年10月1日、aube shibuya）
- LUXURY ファッションショーライブ（2009年10月11日、渋谷TRUMP ROOM）
- Uh collegament（2009年10月17日、六本木FORUM）
- Magic Island～西からの風～（2009年11月13日、四谷Live inn Magic）
- 歌祭 super mova fest（2009年12月5日、渋谷terra plane）
- Xmas Care Live 2009（2009年12月15日・16日、Cafe＆Partyルグラン）
- LUXURY ファッションショーライブ（2009年12月23日、渋谷TRUMP ROOM）
- Fairy Island（2009年12月27日、四谷Live inn Magic）
- Girl's Artist Live session Vol.3（2010年1月13日、銀座TACT）
- Magic Island～西からの風～（2010年2月11日、四谷Live inn Magic）
- 今夜はParty魔法でNight 熱海湯河原ラジオ公開Live（2010年2月26日、四谷Live inn Magic）
- 倉本夏希バースディワンマンライブ「PRESENT」（2010年3月7日、四谷Live inn Magic）
- Girl's Pop de Night（2010年3月22日、亀戸yabagi）
- 生田ふれあい祭り（2010年7月31日、生田野外特設ステージ）
- 倉本夏希バースティワンマンライブ「L∞py"LOOPY"」CD限定発売（2011年2月27日、GINZA ROOTS TOKYO）
- Ainever Musicチャンネル「KASURIの一粒のこんぺいトークっくっくっ」（2011年5月2日、Live Cafe MOMO）
- JCVチャリティライブ（2011年5月5日、新宿SACT）
- 今夜はParty魔法でNight 熱海湯河原ラジオ公開Live（2011年5月13日、四谷Live inn Magic）
- Magic Island～西からの風～（2011年5月14日、四谷Live inn Magic）
- papa Birthday Party SP（2011年5月15日、四谷Live inn Magic）
- Fairy Island（2011年5月21日、四谷Live inn Magic）
- 今夜はParty魔法でNight 熱海湯河原ラジオ公開Live（2011年5月27日、四谷Live inn Magic）
- 今夜はParty魔法でNight 熱海湯河原ラジオ公開Live（2011年6月10日、四谷Live inn Magic）
- 今夜はParty魔法でNight 熱海湯河原ラジオ公開Live（2011年6月24日、四谷Live inn Magic）
- Magic Island～西からの風～（2011年6月30日、四谷Live inn Magic）
- 今夜はParty魔法でNight 熱海湯河原ラジオ公開Live（2011年7月8日、四谷Live inn Magic）
- Magic Island～西からの風～（2011年7月28日、四谷Live inn Magic）
- 美マージュ大阪主催 倉本夏希ワンマンライブ「Summer Party Live」(2011年9月18日、細野ビル)
- 今夜はParty魔法でNight 熱海湯河原ラジオ公開Live（2011年8月12日、四谷Live inn Magic）
- Magic Island～西からの風～（2011年8月25日、四谷Live inn Magic）
- Le veritable espoir ファッションショーライブ（2011年8月27日、砂漠の薔薇）
- Summer Diary（2011年9月15日、六本木morph tokyo）
- Full Moon（2011年11月10日、六本木morph tokyo）
- 師走の宴（2011年12月20日、六本木morph tokyo）
- Feather Sound Vol.2（2012年3月30日、渋谷eggman）
- 24時間テレビ「愛は地球を救う」チャリティライブ（2012年8月27日、大阪南港ATC）
- Tokyo Fashion Collection（2013年3月3日、Zepp DiverCity TOKYO）ファッションショーライブ
- 24時間テレビ「愛は地球を救う」チャリティライブ（2013年8月27日、福岡県北九州市門司港 野外特設ステージ）
- 創作居酒屋くおん１周年記念ライブ（2013年10月31日、創作居酒屋くおん）

### 映画
- ZYANGIRI ENTERTAINMENT 「夢殺しの女ドリキラちゃん」(2015年3月シネマート六本木)主演ドリキラ役